# توشيهيكو سيكي
توشيهيكو سيكي (関俊彦 سيكي توشيهيكو) هو مؤدي أصوات ياباني ولد في 11 يونيو 1962 في سنداي، مياغي.

## أدواره في الأنمي

### مسلسلات أنمي تلفزيونية
- التقرير المتنقل الجديد جاندام وينج - دوؤو ماكسويل
- البدلة المتنقلة جاندام سيد - راو لو كروزي
- البدلة المتنقلة جاندام سيد ديستني - راي زا بارل
- ناروتو - إيروكا أومينو
- ناروتو شيبودن - إيروكا أومينو
- بوروتو: ناروتو نكست جينيريشنز - إيروكا أومينو
- روك لي وأصدقائه النينجا - إيروكا أومينو
- غينسومادين سايوكي - غينجو سانزو
- سايوكي RELOAD - غينجو سانزو
- سايوكي RELOAD GUNLOCK - غينجو سانزو
- سايوكي RELOAD BLAST - غينجو سانزو
- بليتش - شيبا كاين, آرونيرو أرورويري
- بيدابول - أسود
- ماين ليب - لودفيج
- ماين ليب wieder - لودفيج
- المقيم الأبدي - سوري
- آوتلو ستار - فريد
- نزيل الظلام - يوتاكا واتاري
- رانما ½ - موس (صقر)
- ترايجان - ليغاتو بلوسمرز
- ساموراي ديبر كيو - بينيتورا
- فيوتشر GPX سايبر فورميولا - بليد كاغا
- سبايدر رايدرز - باغيس
- فروتس باسكت - والد موميجي سوما
- فاينل فانتسي: أنليميتد - سيد
- السائق (1988) - جونما أكاجي
- روبن هود: السهم الناري - جيلبرت
- ساموراي تشامبلو - ياماني (أيام الشباب)
- ذا سول تيكر - دكتور كيويا
- NOIR - ميلوش
- رازيفون - ماكوتو إيشيكي
- خيميائي الفولاذ - بيلسيو
- عندما تبكي حشرة الليل - كيوسكي إيريي
- عندما تبكي حشرة الليل: الحل - كيوسكي إيريي
- عندما تبكي حشرة الليل: الكارما - كيوسكي إيريي
- سيكيري - هيروتو ميناكا
- سيكيري Pure Engagement - هيروتو ميناكا
- نيون جينيسيس إيفانجيليون - والد أسوكا لانغلي سوريو
- كاتاناغاتاري - مانيوا أوميغامي
- إندكس معينة خاصة بالسحر - أليستر كرولي
- إندكس معينة خاصة بالسحر II - أليستر كرولي
- المتحري الروحي ياكومو - إيشّين سايتو
- المفتش فابر - فابر
- هيوغيمونو - إيشيدا ميتسوناري
- غيلتي كراون - كوروسو أوما
- كيل لا كيل - سينكيتسو
- رايف - شودا
- فالفريف الثوري - الراوي، سويتشي توكيشيما
- كاراكوري كيدن هيو سنكي - شينانويا كيسابورو
- خليلة (مؤقتة) - والد كوكومي شينا
- سأتحول إلى فتاة تسريحة الذيلين! - فوكسغيلدي
- سينت سيا - إبسيلون آليوث فنرير
- موب سايكو 100 - موساشي غودا
- موب سايكو 100 II - موساشي غودا
- ون بيس - دوفال
- مندوب المبيعات الضاحك NEW - شيساو كيهارا (ينبوع العجائب)
- كروس آنج: رقصة الملاك و التنين - إمبريو
- ذا ريفليكشن - مايكل هولدن
- سيف قاتل الشياطين - موزان كيبوتسوجي
- مجموعة جونجي إيتو - توشيو
- غولدن كاموي - كازوؤو هينمي

### أنمي الإنترنت
- سينت سيا: سول أوف غولد - سكوربيو ميلو
- نينجا سلاير فروم أنيميشن - فورست ساواتاري
- سورد غاي ذي أنيميشن - تاكوما ميورا

### أوفا أنمي
- التقرير المتنقل الجديد جاندام وينج: إندليس والتز - دوؤو ماكسويل
- البدلة المتنقلة جاندام ذي أوريجين - شار أزنابل الحقيقي
- سينت سيا فصل هادس: المعابد الإثنا عشر - سكوربيو ميلو
- سينت سيا: هادس: العالم السفلي - سكوربيو ميلو
- سينت سيا: ذا لوست كانفاس - الوصي الأعلى سيج
- دوت هاك ليميناليتي - إيتشيرو ساتو
- عندما تبكي حشرة الليل: الامتنان - كيوسكي إيريي
- عندما تبكي حشرة الليل: البريق - كيوسكي إيريي
- عندما تبكي حشرة الليل: الإمتداد - كيوسكي إيريي

### أفلام أنمي
- X - شوغو أساغي
- رازيفون: التنوع التعددي - ماكوتو إيشيكي
- سايوكي Requiem - غينجو سانزو
- إندكس معينة خاصة بالسحر: معجزة إنديميون - أليستر كرولي
- أمواج المحيط - يوتاكا ماتسونو

## أدواره في ألعاب الفيديو
- ديسيديا: فاينل فانتسي - محارب الضوء
- ديسيديا 012: فاينل فانتسي - محارب الضوء
- ديسيديا: فاينل فانتسي NT - محارب الضوء
- سينت سيا: ذا سانكتشواري - سكوربيو ميلو
- سينت سيا: ذا هادس - سكوربيو ميلو
- ناروتو شيبودن: كيزونا درايف - إيروكا أومينو
- ناروتو شيبودن: ألتيميت نينجا ستورم ريفولوشن - إيروكا أومينو
- ناروتو شيبودن: ألتيميت نينجا ستورم 4 - إيروكا أومينو
- بروجكت X زون - كوغورو تينزاي
- ساكورا تايسن 2: إياك والموت - كاشا

## أدواره في الدبلجة اليابانية
- مونك - الملازم راندول ديشر

## وصلات خارجية
- توشيهيكو سيكي على موقع IMDb (الإنجليزية)
- توشيهيكو سيكي على موقع ميوزك برينز (الإنجليزية)
- توشيهيكو سيكي على موقع أول ميوزيك (الإنجليزية)
- توشيهيكو سيكي على موقع ديسكوغز (الإنجليزية)
- توشيهيكو سيكي على موقع قاعدة بيانات الفيلم (الإنجليزية)
- توشيهيكو سيكي على موقع ANN person (الإنجليزية)